# カワサキ・250TR
250TR（にひゃくごじゅうティーアール）とは、かつて川崎重工業モーターサイクル&エンジンカンパニー（カワサキ）が製造販売していたオートバイ（普通自動二輪車）の車種である。

## 概要
1970年発売の車種をモチーフとし、名称が同一で外観も似ているが、その方向性は異なる。過去の車種は純然たるデュアルパーパスタイプとして登場し当時としては高性能を誇った車種だが、現行車種は過去の車種の外観のみを模倣したストリート系のオンロードバイクである。スリムでシンプルな構造からセパレートハンドル　バックステップなどの改造を施すユーザーもかなり多くみられる。競合車種はホンダ・FTR、ヤマハ・TW、スズキ・グラストラッカーなど。

## モデル一覧

### 250TR (BJ250F)
2代目にあたる250TRは2001年の東京モーターショーで発表され、2002年1月から販売されている。
基本的な外観は、1970年代のデュアルパーパスタイプを思わせる懐古調ではあるが、シンプルな外観とされている。完全新設計のフレームに、過去の250TRを思わせるハンドルや外装、回転計がなく速度計と各種警告灯のみのすっきりとした計器類、容量7Lと細身の燃料タンク、前輪90/90-19に後輪110/90-18というサイズのキャラメルブロックパターンタイヤを装着する。
エンジンは、排気量249ccの空冷4ストロークSOHC2バルブ単気筒を搭載しており、同系エンジンを搭載するエストレヤと実質的な兄弟車種となっている。シリンダーボア66mmにピストンストローク73mmのロングストロークは、国内現行250ccクラスでは最長であり、最大出力14kW/19ps、最大トルク18Nmを発揮する。
2007年より、同系エンジンのエストレヤと共に吸気方式をキャブレターから燃料噴射へ変更され、最大トルクを19Nmへ向上させている。また細部では、ハンドル幅を狭める変更も行なわれた。
なお2013年モデルをもって生産終了となった。

### 250TR (1970年)
初代250TRは1970年6月に、カワサキのデュアルパーパスタイプであるTRシリーズの軽自動二輪車種として登場した。形式名はF8で、当初の愛称は「Bison（バイソン）」だったが、商標上の問題により正式名称からバイソンの名は外された。71年のF8A型で生産は終了。
搭載エンジンは、上級車種の350TR（F5）と基本的に共通で、ボアだけを80.5mmから68mmに小さくした（ストロークは68mmで共通）排気量246ccの空冷2ストロークロータリーディスクバルブ単気筒エンジンであり、最大出力23.5psを発揮する。車重はアルミリム装備のF5の120kgよりわずかに重たい123kgになり、フロントホイールもF5の21インチから、他社のトレール車と同じ鉄リムの19インチにダウンされているが、パワフルで伸びの良いエンジンは、当時のライバルであったヤマハのDT-1やスズキ・ハスラーTS250を凌ぐものだった。ただし、車体の設計は、モトクロスというよりもアメリカのデザートエンデューロ的な味付けのため、小回りの多い日本のコースなどでは目立った活躍はできなかった。車体左側へ取り回されたマフラーが外観上の特徴になっていた。
1972年にはモデルチェンジが行われ、エンジンが吸気バルブ方式をピストンバルブ式に変更されてスリムになった。出力は同じく23.5psを発揮するが、ピーク時の回転数はバイソンが6,800rpmだったのに対し、F11は6,000rpmと若干下がっていて、中速域のピックアップが向上している。形式名はF11。メインフレームも新設計されてホイールベースが5mmだけ短くなった。またフロントタイヤは19インチから21インチに変更され、車重も120kgになって、オフロードにおける走行性能が向上した。外観上の特徴は、オフロード車には珍しい、Z2（750RS）風のテールカウルが装着されていた点が挙げられる。ちなみにこのピストンバルブエンジンはモトクロッサーF11Mを経て、後のKX250の元になっている。